# Barraca del camí de la Casa Vella
La Barraca del camí de la Casa Vella és una barraca de vinya de Calafell (Baix Penedès) protegida com a Bé Cultural d'Interès Local.

## Descripció
Actualment, la barraca està enderrocada en un 90% aproximadament. És de planta quadrangular amb els cantons arrodonits i la porta és situada al costat sud-est.
Els murs i la volta són fets amb peces irregulars de pedra unides en sec amb l'ajut de falques, també de pedra, de dimensions més petites. Els murs tenen un rebliment de pedruscall.